# Provinz Keno
Keno bzw. Kenu (jap. 毛野国, Keno/Kenu no kuni) war eine der historischen Provinzen Japans im Altertum. Sie erstreckte sich über die heutigen Präfekturen Gunma und Tochigi.
Irgendwann vor 700 wurde sie aufgespalten in die Provinzen Shimo-tsu-Keno/Kenu (dt. „Unter-Keno“) im Osten und Kami-tsu-Keno/Kenu (dt. „Ober-Keno“) im Westen. Beide wurden später zusammen auch als Mōshū (毛州, dt. „Keno-Provinzen“) bezeichnet.
Auf dem Gebiet von Kami-tsu-Keno befindet sich eine Vielzahl an Kofun (Grabhügel). Diejenigen aus dem 4. Jahrhundert sind zwischen 120 und 130 Meter lang, die im 5. Jahrhundert von größeren abgelöst wurden. Die bedeutendsten sind der 171 m lange Sengenyama-Kofun (浅間山古墳) in Takasaki vom Anfang des 5. Jahrhunderts, der 165 m lange Bessho-Chausuyama-Kofun (別所茶臼山古墳) in Ōta etwas später und der 210 m lange Tenjinyama-Kofun (天神山古墳) ebenfalls in Ōta aus der Mitte des 5. Jahrhunderts. Da die folgenden wieder kleiner sind, wurde Kami-tsu-Keno bzw. Keno womöglich zu dieser Zeit in das Yamato-Reich (Japan) eingegliedert.